# Catholic Answers
Catholic Answers se encuentra ubicado en El Cajon, California. Es uno de los movimientos apostólicos laicos más grandes de apologética católica en los Estados Unidos.
Fue fundado en 1979 por Karl Keating como respuesta a una iglesia protestante fundamentalista de San Diego que distribuía propaganda anticatólica que ponían en los automóviles de católicos cuando estos se encontraban en misa. Algunos eran del anticatólico Jack Chick. Su declaración de principios explica su propósito:
Catholic Answers es un apostolado dedicado a servir a Cristo llevando la verdad de la fe católica al mundo. Ayudamos a buenos católicos a ser mejores católicos, atrayendo a antiguos católicos a su «hogar», y guiando a los no católicos a la integridad de la fe. Nosotros explicamos la verdad católica, equipamos a los creyentes para que vivan una vida sacramental, y los ayudamos a esparcir la buena nueva.
Catholic Answers publica This rock, una revista de 10 ediciones al año, uno de los más grandes periódicos evangelistas y apologista católico en Estados Unidos. También produce el popular programa de radio, Catholic answers live, en el cual los más prominentes hombres y mujeres católicos contestan preguntas de los radioescuchas.
Catholic Answers opera con permiso de la Diócesis de San Diego, ya que se encuentra en su jurisdicción. Como tal se encuentra en la lista actual de The official catholic directory (también conocido como Kenedy Directory), lista autorizada por la Iglesia para poner a las organizaciones, sacerdotes y obispos católicos de Estados Unidos.